# Släpvagnskontakt
En släpvagnskontakt är ett flerpoligt elektriskt kontaktdon mellan ett dragfordon som till exempel en personbil eller lastbil och till exempel en släpkärra eller husvagn. Avsikten är i första hand att försörja fordonsbelysningen på släpfordonet, men även tillhandahålla styrning och försörjning till andra förbrukare.
Olika förekommande varianter och deras rekommenderade koppling beskrivs här.
Notera att ledningsareor angivna i mm² och AWG som anges är minimirekommendation.
- För ISO-kontakter och Europeiska är utgångsenheten mm², och AWG har tagits ur tabell.
- För Nordamerikanska kontakter är AWG huvudenhet och mm² har tagits ur tabell.

I båda fallen avrundat uppåt avseende ledningsarea.
De bilder som visas av kontakter är stiftplacering från utsidan på dragfordonet (stiftplacering under skyddslocket, om sådant finns).
Detta är en sammanfattning av huvudvarianter av släpvagnskontakter och deras vanligaste kopplingar.

## Standardiserade varianter
Varianter som är standardiserade av ISO eller annat internationellt organ.
- Släpvagnskontakt (ISO) - Standardiserade enligt ISO.

## Regionspecifika varianter
Varianter som är standardiserade i en viss region eller på nationell nivå samt lokala de facto standarder.
- Släpvagnskontakt/Europa - Europeiska varianter.
- Släpvagnskontakt/Nordamerika - Nordamerikanska varianter.
- Släpvagnskontakt/Australien - Australiska varianter.

## Specialvarianter
Varianter som förekommer på militära fordon.
- Släpvagnskontakt/Militär - Militära varianter.